# Saint-Supplet
Saint-Supplet is een gemeente in het Franse departement Meurthe-et-Moselle (regio Grand Est) en telt 172 inwoners (2005).
De gemeente maakt deel uit van het arrondissement Briey en sinds begin 2015 van het kanton Mont-Saint-Martin. Daarvoor hoorde het bij het kanton Audun-le-Roman in hetzelfde arrondissement.

## Geografie
De oppervlakte van Saint-Supplet bedraagt 7,4 km², de bevolkingsdichtheid is 23,2 inwoners per km².
De onderstaande kaart toont de ligging van Saint-Supplet met de belangrijkste infrastructuur en aangrenzende gemeenten.

## Demografie
Onderstaande figuur toont het verloop van het inwonertal (bron: INSEE-tellingen).